# Jorge Solari
Jorge Raúl Solari (* 11. November 1941 in Buenos Aires) ist ein ehemaliger argentinischer Fußballspieler und späterer -trainer, der als Spieler an der Fußball-Weltmeisterschaft 1966 teilnahm und 1970 die Copa Libertadores gewann sowie als Coach unter anderem für CD Teneriffa und die Nationalmannschaft von Saudi-Arabien verantwortlich war.

## Karriere

### Verein
Jorge Solari begann mit dem Fußballspielen im Jahre 1960 bei den Newell’s Old Boys in Rosario. Hier spielte er zwei Jahre lang und machte einunddreißig Ligaspiele für den Verein. 1962 wechselte er nach Buenos Aires, wo er 1941 auch geboren wurde. In den folgenden zwei Jahren war er für den CA Vélez Sarsfield aktiv und kam auf vierunddreißig Ligaspiele für den Club. Zur Saison 1964 wurde Solari von River Plate, dem Nobelverein Argentiniens, verpflichtet. Ein Titelgewinn mit dem argentinischen Rekordmeister blieb ihm aber verwehrt, denn River Plate befand sich nach dem Abgang der legendären Maquina in einem kleinen Tief, während dessen zwischen 1957 und 1975 kein einziger Titel gewonnen wurde. Durch einen zweiten Rang in der Meisterschaft 1965 qualifizierte sich River Plate für die Copa Libertadores 1966, wo das Endspiel erreicht wurde. Dort scheiterte die Mannschaft von Trainer Renato Cesarini, in der sich neben Solari Spieler wie Óscar Mas, Luis Cubilla und Juan Carlos Sarnari befanden, am uruguayischen Vertreter CA Peñarol. 
Im späteren Verlauf seiner Laufbahn gelang es Jorge Solari ein zweites Mal, ins Endspiel des Libertadores-Cups vorzudringen. Bei dem Turnier von 1970 erreichte er, mittlerweile als Spieler von Estudiantes de La Plata, das Finale und traf erneut auf Peñarol. Diesmal war Solaris Mannschaft siegreich und konnte den dritten Libertadores-Sieg in Serie einfahren. Insgesamt spielte Solari nach seinem Abgang von River Plate 1969 ein Jahr für Estudiantes, ehe er wieder den Verein wechselte und nach Mexiko zum CF Torreón, einem heutzutage nicht mehr existierenden Verein, der damals in der Primera División spielte, ging, um dort seine Karriere ausklingen zu lassen.

### Nationalmannschaft
Jorge Solari kam zwischen 1966 und 1969 zu zehn Länderspielen in der argentinischen Fußballnationalmannschaft. Von Nationaltrainer Juan Carlos Lorenzo wurde er ins Aufgebot für die Fußball-Weltmeisterschaft 1966 in England berufen. Bei dem Turnier wurde Solari in allen vier Spielen seiner Mannschaft eingesetzt, ein Torerfolg gelang ihm aber wie in seiner gesamten Länderspielkarriere nicht. Argentinien wurde Zweiter in der Vorrunde hinter dem späteren Vizeweltmeister Deutschland, dem man ein torloses Remis abgetrotzt hatte, und vor Spanien und der Schweiz. Im Viertelfinale traf man auf England und schied durch eine 0:1-Niederlage, Geoff Hurst war in der 78. Spielminute für den Gastgeber erfolgreich, aus.

### Trainer
Nach dem Ende seiner aktiven Karriere als Fußballspieler war Jorge Solari auch als Trainer erfolgreich. In seiner Heimat Argentinien coachte er diverse Vereine, darunter die Newell’s Old Boys, der CA Independiente und Rosario Central. Auf dem südamerikanischen Kontinent war er auch verantwortlich zum Beispiel für den Barcelona Sporting Club aus Guayaquil in Ecuador, den CD Los Millonarios in Kolumbien und dem Club América in Mexiko. Von 1990 bis 1992 trainierte er zudem CD Teneriffa in Spanien. 1994 wurde er Nationaltrainer von Saudi-Arabien. Mit den Saudis nahm er zum ersten Mal in deren Fußballgeschichte an einer Weltmeisterschaft teil, das Weltchampionat in den Vereinigten Staaten 1994 endete mit dem KO erst im Achtelfinale gegen Schweden. Zuvor hatte Solaris Mannschaft die Gruppenphase überraschend überstanden und wurde Zweiter der Gruppe F hinter den Niederlanden und vor Belgien und Marokko. Trotz des guten Abschneidens bei der WM verlängerte sich der Vertrag von Jorge Solari nicht und er wurde wenig später Trainer in Japan bei den Yokohama F. Marinos. Nach vielen weiteren Stationen war er zuletzt für Atlético Tucumán tätig.